# Mecynargus longus
Mecynargus longus là một loài nhện trong họ Linyphiidae.
Loài này thuộc chi Mecynargus. Mecynargus longus được Wladislaus Kulczynski miêu tả năm 1882.